# Onze-Lieve-Vrouw van de Rozenkranskerk (Bressoux)
De Onze-Lieve-Vrouw van de Rozenkranskerk is een parochiekerk in de Luikse deelgemeente Bressoux, gelegen aan de Rue Foidart.
Deze kerk werd gebouwd in 1901-1902 in neogotische stijl, naar ontwerp van Thomas Grisard. De kerk is gebouwd in baksteen, met omlijstingen van zandsteen. De driebeukige kerk heeft een driezijdige koorafsluiting en een dakruiter.
De kerk wordt omsloten door een muur, waarbinnen zich een kapel van 1930 bevindt, welke ontworpen werd door B. Vallée.